# Az-Granata
"Az-Granata" (офіційна назва: ТОВ "Az-Granata") є одним з найбільших виробників фруктових соків у регіоні Південного Кавказу. Знаходиться в Агсуському районі Азербайджану. "Az-Granata" виробляє вино-горілчані вироби, а також фруктовий сік, концентрат і компот.

## Історія

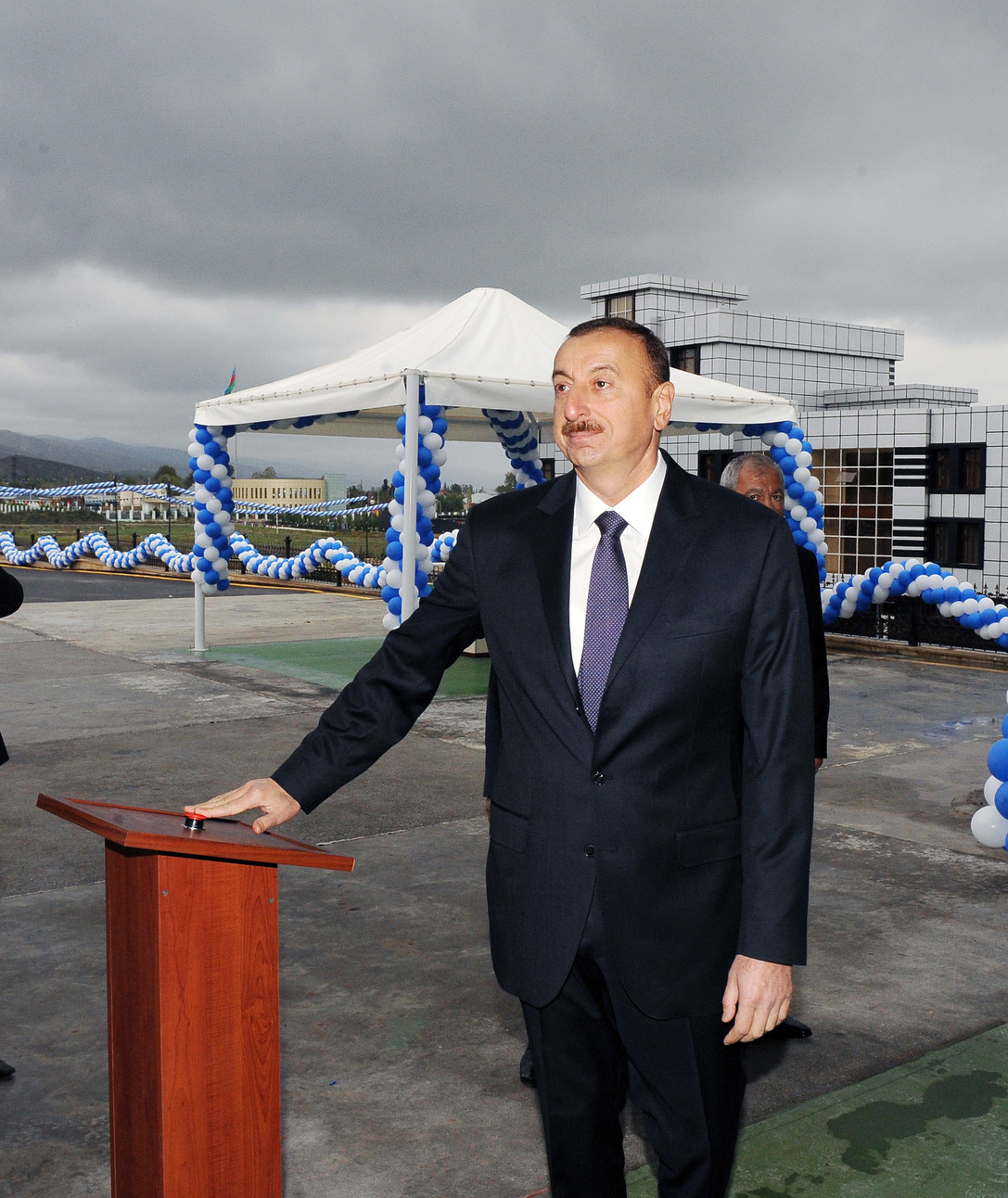
Президент Ільхам Алієв натискає кнопку, що запускає об'єкт

Відкриття заводу з виробництва соків та виноробства розпочалося у ТОВ «АЗ-Граната» в регіоні Агсу в 2008 році на 12,5 га 30 жовтня 2011 року Президент Ільхам Алієв взяв участь у церемонії відкриття заводу. Завод інвестував 50 млн. манатів; встановлене обладнання привезено з провідних європейських компаній.

## Продукти
Продукти, що виробляються Az-Granata, є: 
- Натуральні вина (звичайні вина, консервовані вина, фірмові вина)
- Спеціальні вина (винні лікери, виноградні, фірмові та колекційні вина)
- Вино "Icewine", газовані вина
- Фруктові вина (натуральні м'ятні вина, винні лікери, гранатові вина)
- Коньяки (коньяки ординарні, коньяки коньячні (5, 6, 10, 20 років))
- Фруктова горілка (журавлина, шовковиця, слива, яблуко, виноград, абрикос, гранат, мускатний горіх)
- Парфумовані спирти (айва, помідор, чебрець, естрагон); віскоза (5, 6, 7 років)
- Горілка (спеціальна та преміальна)
- Фруктові соки та компоти
- Природні води.

## Інфраструктура та діяльність

### Завод

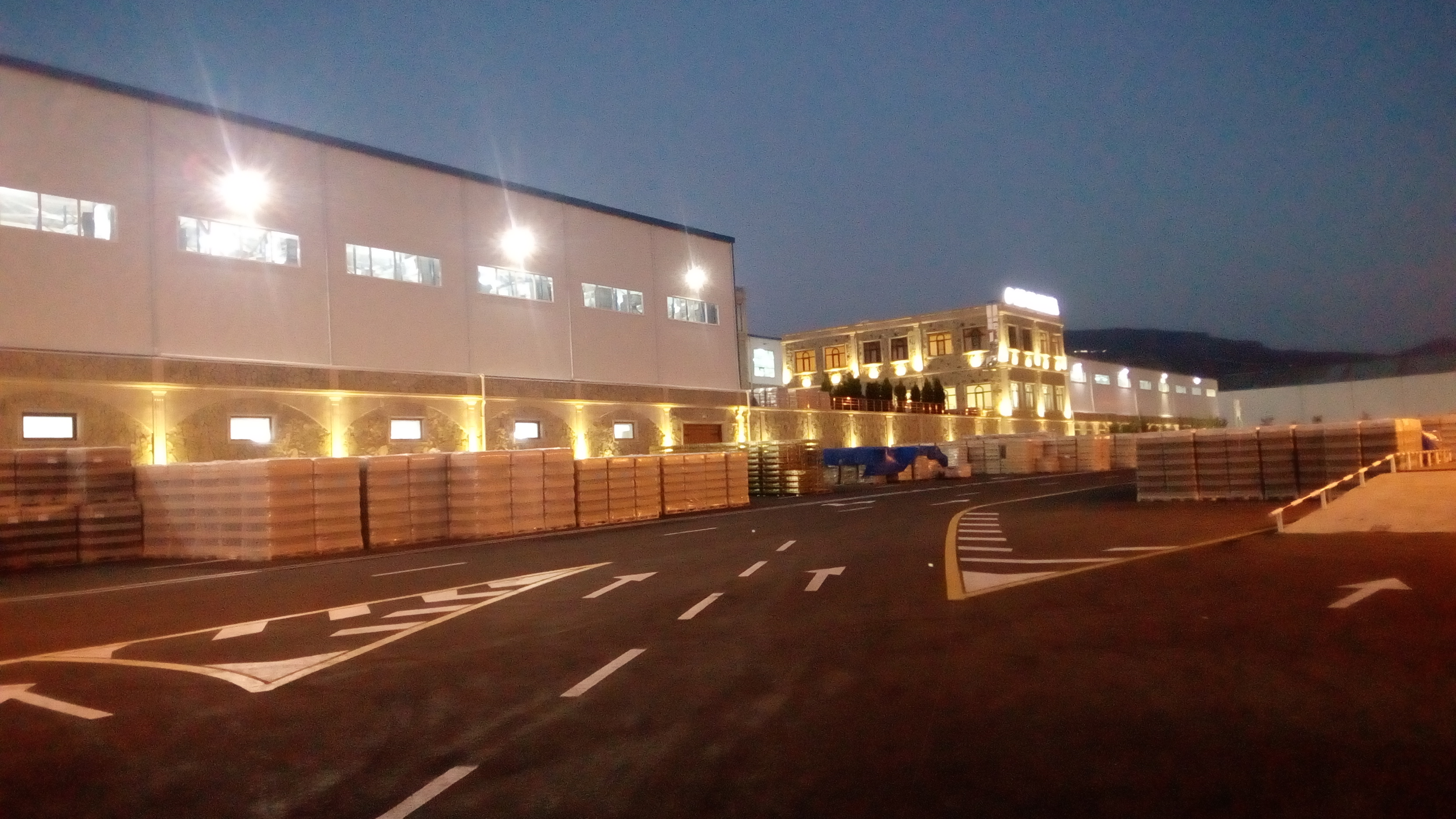
Територія заводу

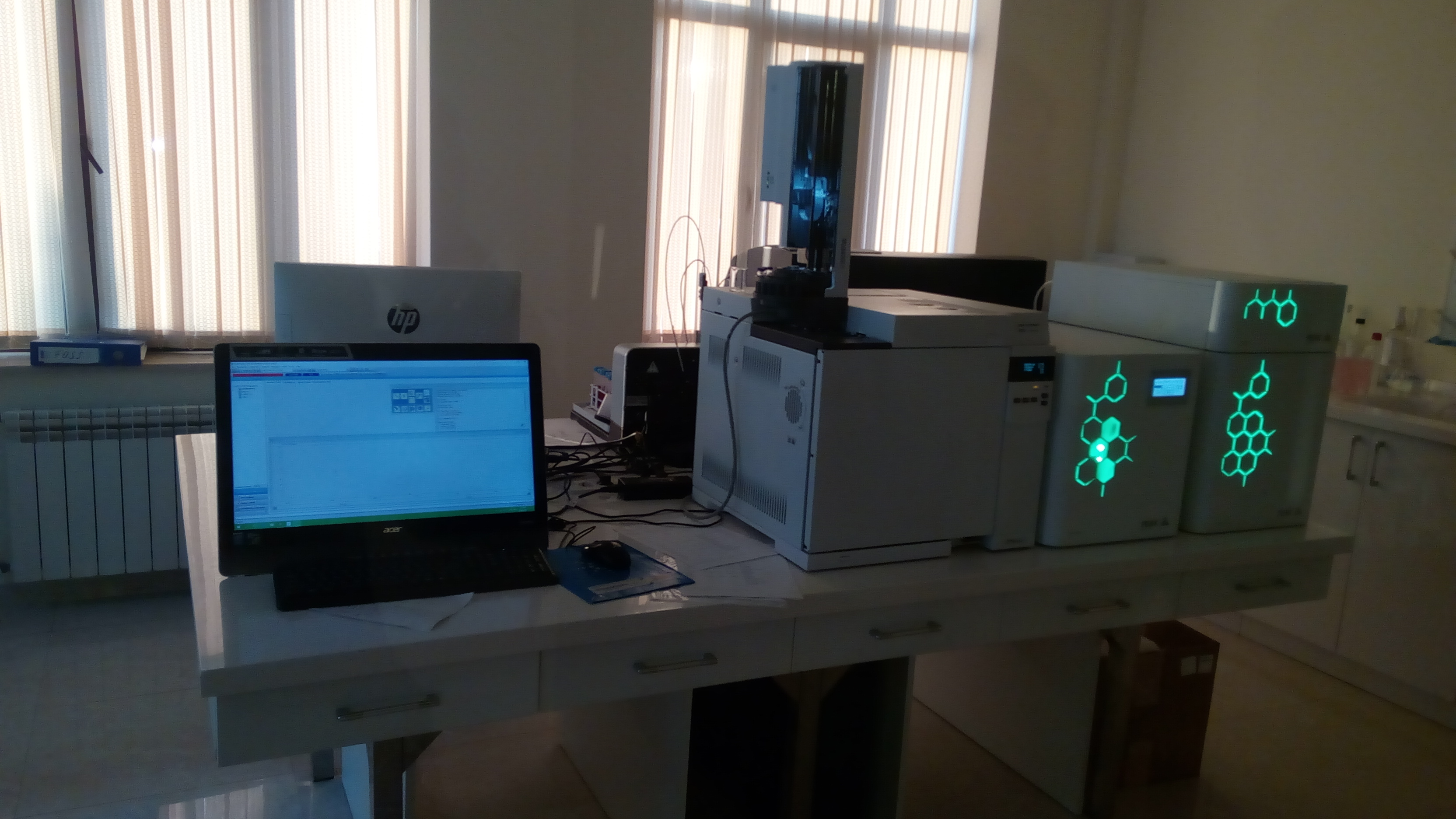
Лабораторія

Az-Granata має завод потужністю 5,5 га. Основна закрита площа заводу - 20500 м². Завод обладнаний обладнанням з Німеччини, Швейцарії, Італії, Болгарії та Франції. 
Завод складається з переробки та переробки фруктів, підготовки концентрату, асептичних резервуарів, скляних та "тетрапак" контейнерів та пакувальних секцій. Річна виробнича потужність заводу становить 100 млн упаковок. 
На заводі працює цех по переробці фруктів і овочів, цех з виробництва алкоголю, цех з виробництва вина та інших алкогольних напоїв. Лінія виноробства виробляє близько 6000 пляшок на годину, а лінія для темних напоїв виробляє 4000 пляшок на годину. Існує також фільтрувальна лінія для сувенірних пляшок. 
Завод здатний виробляти 12 тонн фруктового соку на годину. Через фруктову лінію може приймати гранати, виноград, яблука, груші та айву. 

### Фруктові виноградники
450 гектарів винограду від Az-Granata (Султаніна, Прима, Кардинал, Альфонс Лаваль, Мадрасса, Сапераві, Ркацителі, Каберне Совіньйон та інші) і 400 гектарів гранату (Гуловша, Рожева Гуловша, Червона Кора, Насік, Бала Мурсаль, Афганська та ін). Гранатові сади органічні і сертифіковані німецьким Lacon GmbH. Фруктові сади, виробництво фруктів і методи землеробства регулярно перевіряються місцевими та іноземними експертами. Система крапельного поливу використовується в садах. Землі виноградників бурі і темно-коричневі, а землі гранатових садів - сіро-коричневих і світло-коричневих. 
Виноградники Az-Granata розташовані на висоті 600-700 метрів над рівнем моря, на півночі від плато Аднали гірського масиву Підракі і гірського хребта Лангегіз, розташованого на південному схилі Великого Кавказу. Гранатові сади розташовані в Агсу, Ширванській рівнині і південних передгір'ях Великого Кавказу. 

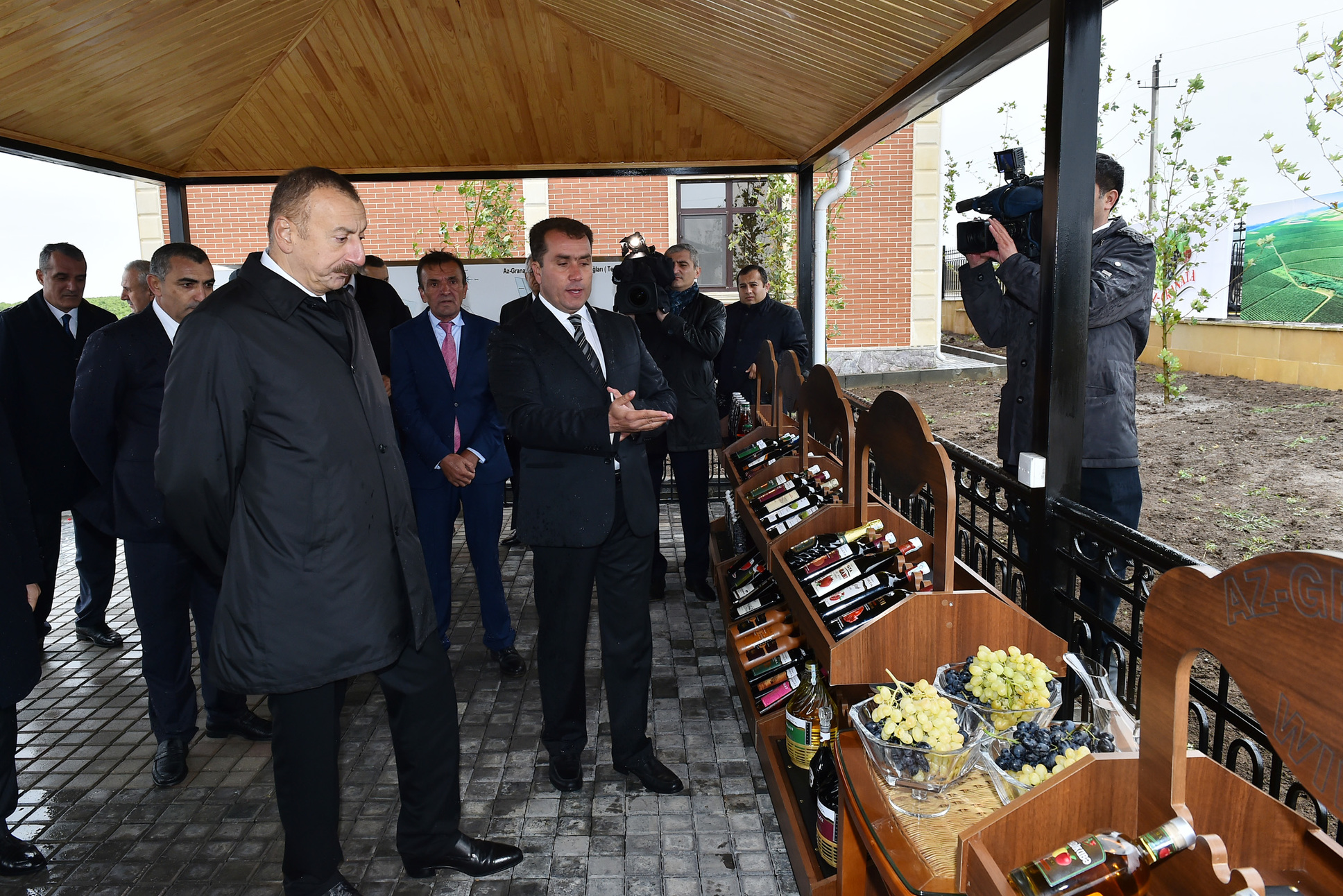
Ільхам Алієв під час відвідування виноградників, що належать ТОВ «Az-Granata» в Шамахі, 2 жовтня 2017 року

### Алкогольні напої

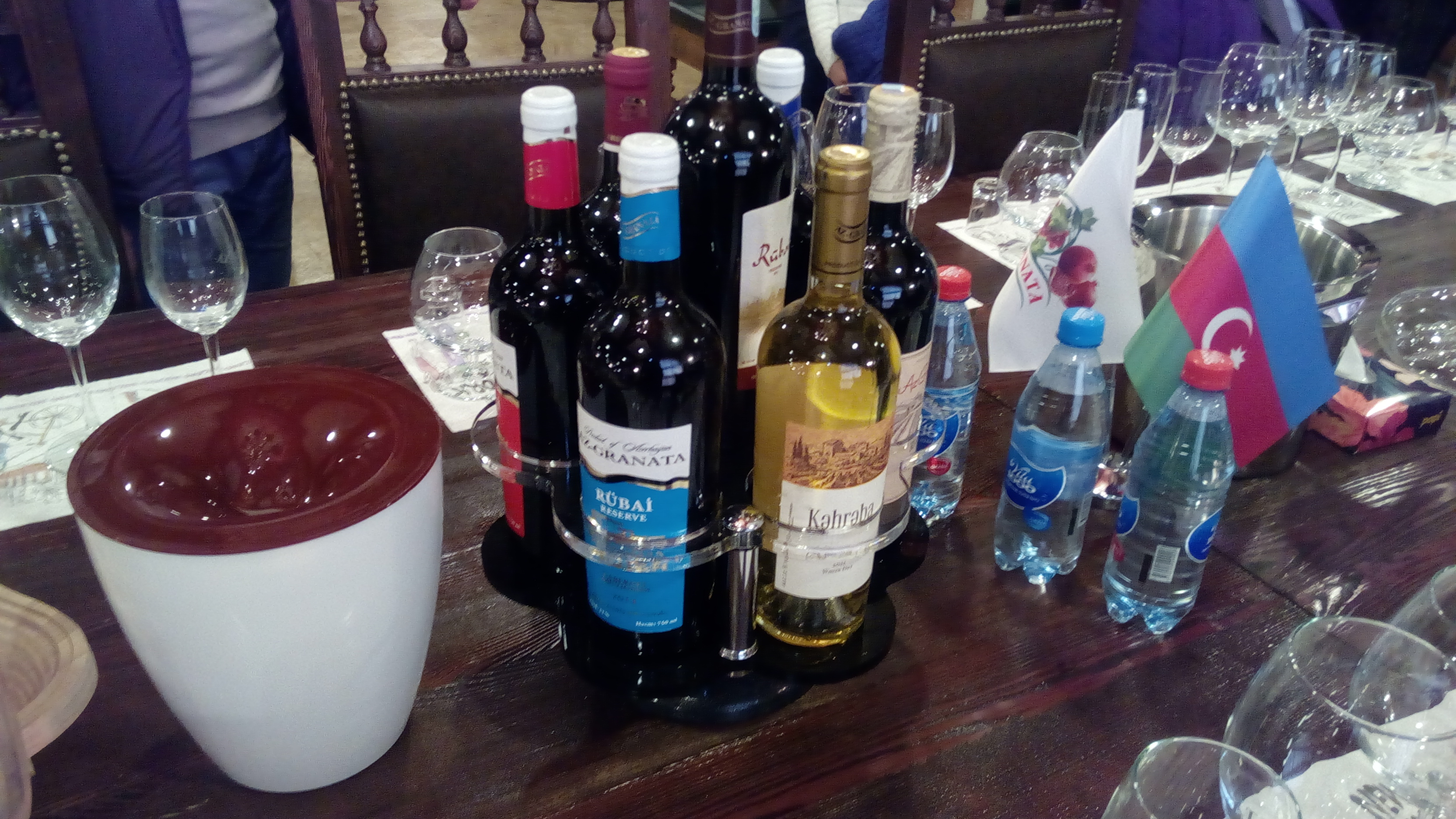
Алкогольні напої

У 2012 році компанія створила сектор алкогольних напоїв. Тут почали виробляти шотландський віскі. 
У 2014 році бренді вина вироблялися шляхом приведення дубових бочок з різних французьких компаній. Вперше було вироблено 30-річне «Молочне» вино, «Чорне море», вино Icewine на основі нової технології та колекційного вина. Виготовлена горілка на основі нової технології з шовковиці, цвітної капусти, абрикоса, сливи, айви. 
У 2015 році вперше на заводі вироблено болгарську ракію. До того ж року використання іонів срібла досягнуто шляхом додавання нового козячого молока та додавання свіжого бджолиного меду; виробництво лимонного соку, лимонного соку та горілки з використанням різних природних джерел, що виробляються на підприємстві; Вперше в Азербайджані виробляються десертні вина з використанням абрикосів, чорної смородини і вишні. 
Перше пробурене гранатове вино вироблено в 2016 році. 
Виробництво томатної горілки почалося в Азербайджані вперше у 2017 році; виготовлена турецька раки.

## Нагороди
У 2013 році співробітник заводу Вугар Микаїлов отримав золоту медаль і удостоєний почесного звання. Член дегустаційної комісії на міжнародному конкурсі вина "Золотого грифона". Цього ж року Вугар Микаїлов захистив докторську дисертацію з технічних наук. 
У 2014 році відзначені золотими медалями на винному фестивалі Гянджі «Rübai», «Kəhrəba» і «Nar». 

## Експорт
Вперше у 2015 році виробництво гранатового заводу експортувалося до Німеччини, США, Росії та інших країн. 
Гранатові вина вперше експортувалися до Японії, Китаю та Литви у 2016 році. 

## Дегустаційний зал

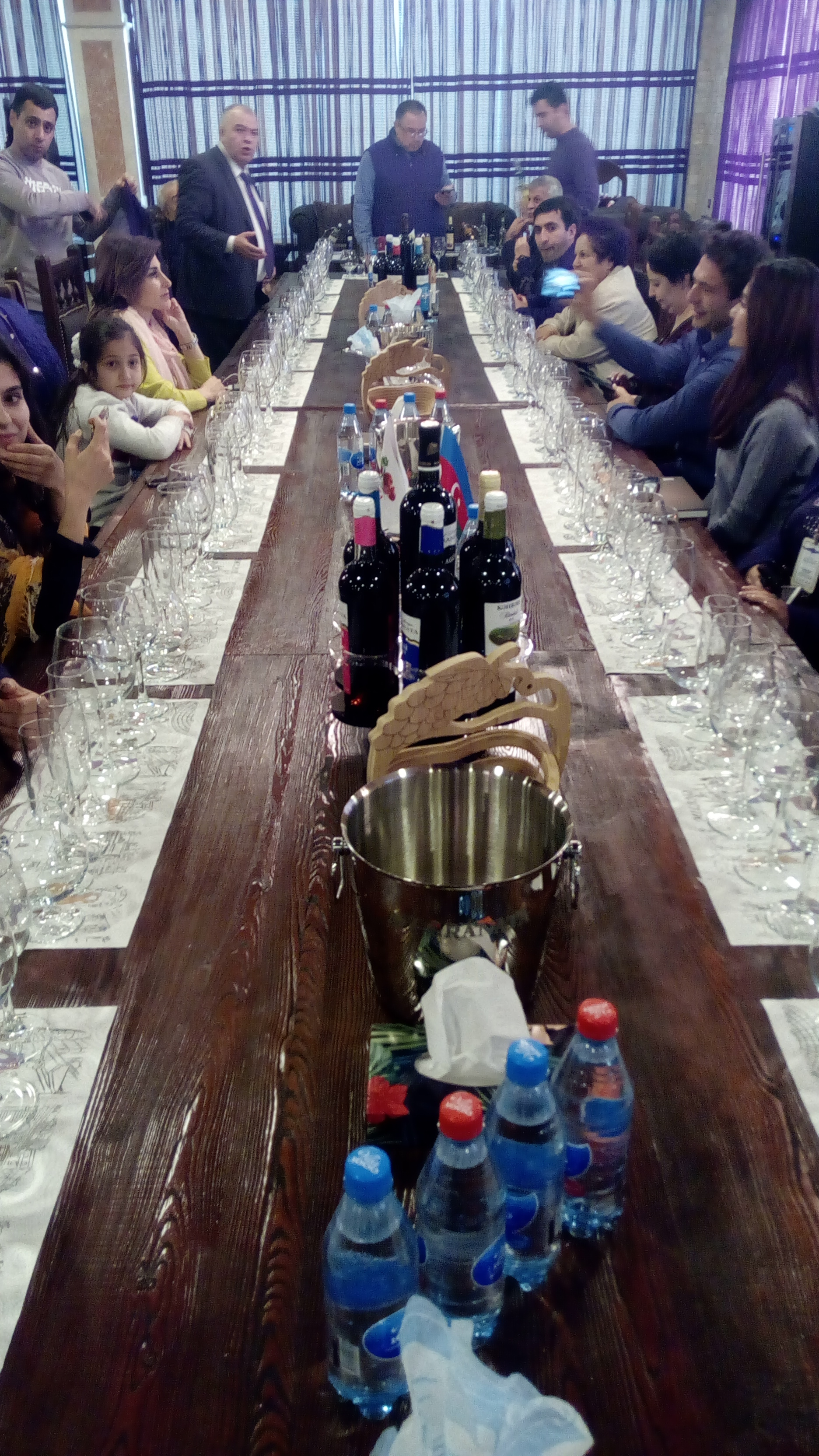
Під час дегустації

## Магазини компанії
Фірмові магазини Az-Granata працюють у різних регіонах і містах країни. 